# Jasper County, Mississippi
Jasper County är ett administrativt område i delstaten Mississippi, USA. År 2010 hade countyt  17 062 invånare. De administrativa huvudorterna (county seat) är Bay Springs och Paulding.

## Geografi
Enligt United States Census Bureau så har countyt en total area på 1 755 km². 1 751 km² av den arean är land och 4 km² är vatten.

### Angränsande countyn
- Newton County - nord
- Clarke County - öst
- Wayne County - sydost
- Jones County - syd
- Smith County - väst